# تيك يونيسكو
كان تيك أو تاكيه يونيسكو (ولد باسم دوميترو غيتسا يوان والمعروف أيضًا باسم دمتريو ج. يونيسكو، من مواليد 25 أكتوبر [13 أكتوبر حسب التقويم القديم] عام 1858 - والمتوفى في 21 يونيو عام 1922) سياسيًا وسطيًا وصحفيًا ومحاميًا ودبلوماسيًا رومانيًا، وذاع صيته أيضًا ككاتب قصص قصيرة. ابتدأ يونيسكو مسيرته السياسية كعضو راديكالي في الحزب الليبرالي الوطني (بّي إن إل) منتسبًا إلى الحزب المحافظ في عام 1891، وبرز كإحدى الشخصيات المحافظة اجتماعيًا التي أبدت دعمها لمجموعة من الأسس التقدمية والوطنية. يُنظر إلى يونيسكو عمومًا على اعتباره إحدى الشخصيات التي جسدت ظهور بوادر الحياة السياسية المرتبطة بالطبقة الوسطى في مملكة رومانيا خلال مطلع القرن العشرين (والذي يشار إليها أحيانًا بمصطلح التيكية). بادر يونيسكو خلال هذه الفترة إلى تعزيز مشروع الأحلاف في منطقة البلقان، ودعا في نفس الوقت إلى اتخاذ الإجراءات اللازمة بهدف ضم مناطق ترانسيلفانيا وبانات وبوكوفينا الآهلة بالسكان الرومان والتابعة للإمبراطورية النمساوية المجرية. دخل يونيسكو في خلاف مع قيادة الفصيل الذي مثله ضمن الحزب المحافظ خلال الفترة من عام 1907 حتى عام 1908، وتمخض عن ذلك تأسيسه للحزب المحافظ الديمقراطي الذي تزعمه.
حشد يونيسكو الساسة والمثقفين باتجاه تأييد فكرة دخول رومانيا في الحرب العالمية الأولى، وجاء ذلك على خلفية ترويج يونيسكو -الذي كان مولعًا بإنجلترا وثقافتها- لدخول بلاده في تحالف مع دول الوفاق الثلاثي. انضم يونيسكو إلى حكومة إيون إ. س. براتيانو كوزير دون حقيبة بعد تحقق ذلك من خلال الحملة العسكرية الرومانية التي استمرت من عام 1916 حتى عام 1918. هرب يونيسكو إلى باريس ولندن بعدما ألحقت قوى المركز الهزيمة برومانيا ودفعتها للتوقيع على معاهدة بوخارست. وهناك نظم اللجنة الوطنية الرومانية التي نادت بإقامة دولة رومانيا الكبرى في مؤتمر باريس للسلام. دخل حزب المحافظون الديمقراطيون الذي تزعمه في حلف مع حزب الرابطة الشعبية في عام 1919. وعليه أصبح يونيسكو وزيرًا للشؤون الخارجية في وزارة أليكسندرو أفيريسكو الثانية قبل أن يتولى رئاسة الحكومة لفترة مقتضبة من عام 1921 حتى عام 1922. نجحت جهود يونيسكو الرامية إلى تأسيس حلف الوفاق الصغير خلال فترة توليه رئاسة الوزراء.
كان شقيق الجراح والناشط السياسي الشهير توما يونيسكو وتعاون معه في العديد من المشاريع السياسية. كذلك يُعرف عن تيك يونيسكو تزكيته لنيكولاي تيتوليسكو والذي غدا دبلوماسيًا وسياسيًا ناجحًا في ما بعد، وذلك فضلًا عن صداقته مع الكاتب المسرحي إيون لوكا كاراغياله والسياسي اليوناني إلفثيريوس فينيزيلوس.

## السيرة الشخصية

### النشأة والمسيرة السياسية
ولد يونيسكو في كنف عائلة ترجع أصولها للطبقة الوسطى الدنيا في مدينة بلويشت. يعد تيك البكر بين أشقائه الذكور الأربع. كان والده غيتسا يوان متعهدًا غارقًا في الديون، وكانت زوجته تدعى أيوفروسينا (أو فروسا). تنحدر أيوفروسينا من أصول أرومانية، وتربطها صلة قرابة بالكاتب الأفلاقي إيون هيليادي رادوليسكو.
انتقلت العائلة إلى بوخارست حين كان تيك طفلًا، ومن ثم انتقلت إلى مدينة جورجيو. وهناك بدأ غيتسا يوان بتجميع ثروة من المال بعدما أجر قسمًا من حقوق الامتياز الجمركية الخاصة بالمدينة. مكنه ذلك من بعث أبنائه للدراسة في الخارج. وهكذا التحق تيك يونيسكو (كما كان معروفًا في أيام دراسته) بجامعة باريس ونال درجة دكتوراه في القانون بعد فروغه من الدراسة في مدرسة القديس سافا الثانوية التي التحق بها بمنحة دراسية وتخرج منها بمرتبة الشرف. حضر يونيسكو دورات تعليمية مع عدد من الساسة المستقبليين من أمثال ريمون بوانكاريه وقسطنطين ديسيسكو وقسطنطين آريون وغريغور أندرونيسكو وألكسندرو دجوفارا وألكسندرو مارغيلومان. بدأ يونيسكو خلال السنوات التي قضاها في المدرسة الثانوية بالمساهمة في المجلات الأدبية، وألف أعمالًا شعرية وقصصًا قصيرة تأثرت بالنمط الأدبي الخاص بجيرار دي نرفال، وشملت قصة «أرواح السنة 3000» التي تناولت السفر عبر الزمن.
وقع يونيسكو في حب امرأة إنجليزية تدعى بيسي ريتشاردز حين كان في باريس. كان تيك قد التقى بريتشاردز في فعالية خيرية، وكرس أطروحة الدكتوراه خاصته لها تحت عنوان «بحوث في الأبوة الطبيعية». ارتأى يونيسكو أن يتزوجها في بريطانيا بعد استشارته القانون الدولي بخصوص هذه المسألة. عقد الاثنان قرانهما في زواج مدني استنادًا على القانون العام في برايتون، ولاحقًا من خلال إقامة حفل ديني أرثوذكسي شرقي في لندن (في شهر نوفمبر من عام 1881). كان من المفترض أن يستقر الزوج في بوخارست، ولكنهما ترددا على مسقط رأس بيسي في إنجلترا لبقية حياتهما.
افتتح يونيسكو عقب عودته مكتبًا قانونيًا ناجحًا للغاية في شارع كوستا فورو ببوخارست (والذي عرف في ما بعد باسم شارع أتينا)، وسافر إلى مناطق مختلفة من البلاد بقصد الترافع في عدد من القضايا المختلفة. أكسبته موهبته في الخطابة لقب «تاكيتسا ذي الفم الذهبي»، وذلك نسبةً إلى أحد أشكال المحاباة المشتقة من اسمه العامي، وأضيف عليها اللقب الذي شاع ارتباطه بالفصاحة. أضحى رئيسًا لنقابة المحامين في مقاطعة إلفوف (التي ضمت حينها مدينة بوخارست). ورحب وهو على رأس منصبه بسارميزا بيلتشيسكو وهي أول محامية رومانية (سنة 1891).
كان يونيسكو يميل إلى الجناح الراديكالي من الحزب الليبرالي الوطني (الذي تزعمه ق. أ. روسيتي)، إذ كان بالأصل عضوًا في الحزب. وكتب باستفاضة في صحيفة رومانول الليبرالية، وغدا ممثلًا عن البّي إن إل في مجلس النواب عقب انتخابات عام 1884. ترك الحزب بعد مضي عام عندما كان على رأس منصبه -وجاء ذلك في الوقت الذي تألبت فيه قوى المعارضة على سياسات رئيس الوزراء براتيانو الذي كان يونيسكو داعمًا له منذ البداية. ترشح كسياسٍ مستقل في بادئ الأمر وانتُخب عضوًا عن كرايوفا في انتخابات عام 1888. انتقل إلى السياسة المحافظة (التي ارتبطت عمومًا بأوساط ملاك الأراضي) منتسبًا إلى حزب المحافظين في عام 1891.

### اندلاع الحرب العالمية الأولى
أصابت مجموعة من التنبؤات التي توصل إليها يونيسكو حين كان عائدًا من لندن وبلغته أنباء اندلاع الحرب العالمية الأولى في أواخر صيف عام 1914. إذ توقع أنه في حال زجت كل من إيطاليا والولايات المتحدة واليابان ورومانيا أنفسها في الصراع فإن قوى المركز ستخرج منتصرة في البداية، ولكن «سوف نشهد إقامة رومانيا الكبرى على مرأى أعيننا» على إثر مجموعة من الانتكاسات التي سوف تصيبهم في ما بعد. كذلك أفادت التقارير بأنه تنبأ بتزايد التأييد الدولي للقضايا اليسارية.
كان يونيسكو في بادئ الأمر من الداعمين لبقاء رومانيا على الحياد. ومع ذلك، سرعان ما بدأ حزب المحافظون الديمقراطيون الذي تزعمه يونيسكو بحملة مكثفة نادت بانخراط البلاد في جهود الحرب ضد قوى المركز على عكس حزب المحافظين، داعيًا إلى ضم مناطق ترانسيلفانيا وبانات وبوكوفينا التابعة للإمبراطورية النمساوية المجرية (جادل يونيسكو أن وجود رومانيا من أصله كان «منوطًا بتفحيج الكارباتيين»). رأى يونيسكو أن تأثير «المادية» البروسية كان طاغيًا على الإمبراطورية الألمانية التي كانت الحليف الرئيسي للإمبراطورية النمساوية المجرية، وذلك في ظل اعتباره الملكية النمساوية كتلةً من «اللاشيئية الواجمة». يروي شيني أن يونيسكو أظهر قدرًا من التعاطف مع موقف الملك كارول، معتبرًا أن الملك لم يكن جازمًا في معارضته للانضمام إلى جهود الحرب مع دول الوفاق.